# Jan Wyszyński
Jan Wyszyński (ps. „Janek”, „Roman Leszczyński”, ur. 1910 w Milanówku, zm. 25 grudnia 1940 w Stanisławowie) – polski agronom, porucznik WP, Komendant Okręgu ZWZ-2 Stanisławów od 1939 do marca 1940. Po aresztowaniu w marcu 1940 osądzony w grupie 24 żołnierzy ZWZ-2 i skazany na śmierć, wyrok wykonano 25 grudnia 1940.